# Mirjam
Mirjam (hebrejsky מִרְיָם‎), přepisováno též jako Miriam, je biblická postava Starého zákona a starší sestra Mojžíše. Její jméno se vykládá různě, a to od „Vzdorovitá“ či „Svéhlavá“ až po „Kapka moře“ nebo „Hořkost moře“. Řeckou obdobou jména je jméno Maria (řecky Μαρία), jež je v počeštěné formě přepisováno jako Marie.

## Podíl na záchraně Mojžíše

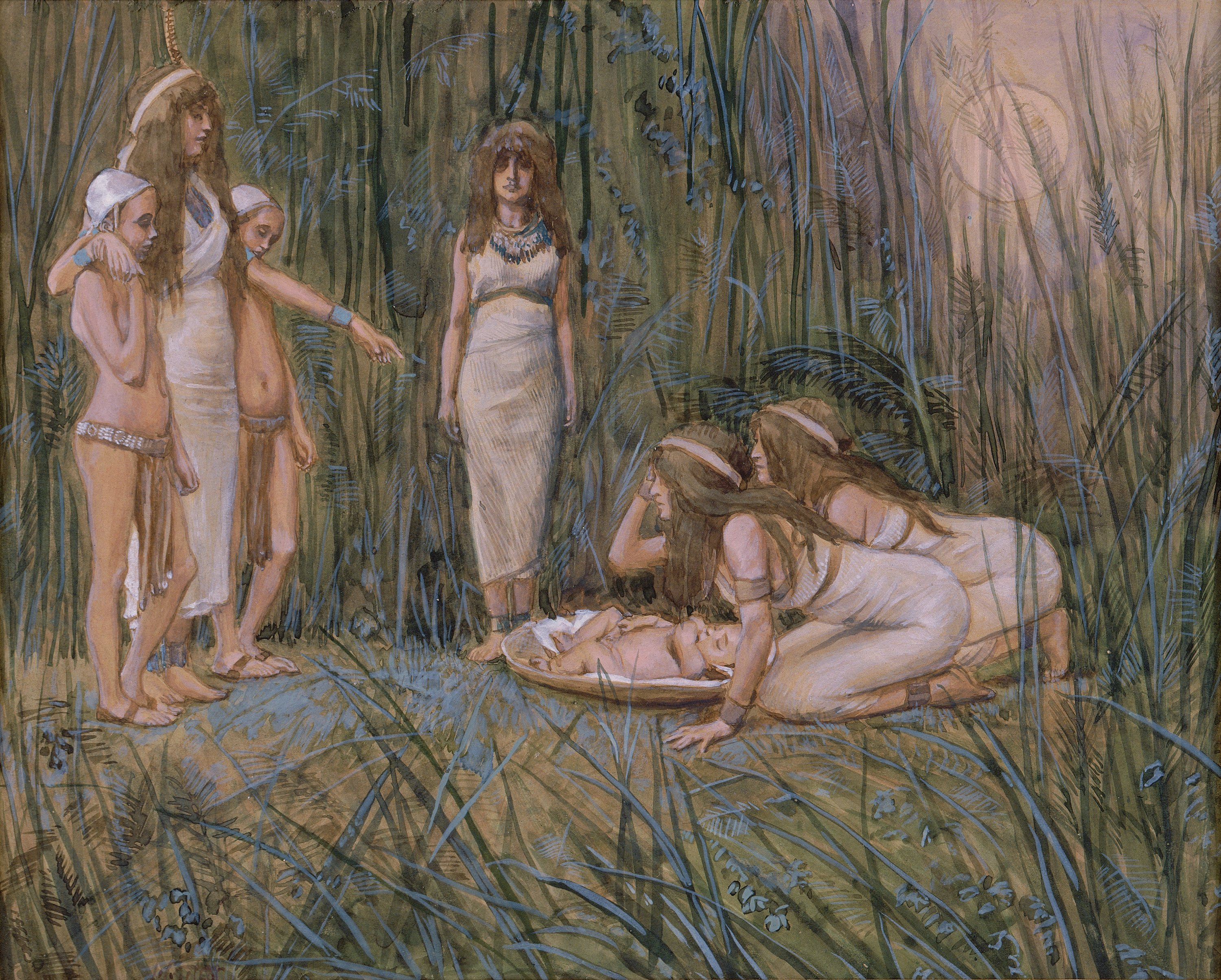
Mirjam doporučuje svou matku za kojnou pro malého Mojžíše

Mirjam je poprvé zmiňována ve Starém zákoně jako dcera Amráma a Jókebed z kmene Lévi, starší sestra Mojžíše. Když se Mojžíšova matka rozhodla uložit Mojžíše do košíku a položit do rákosí na břehu řeky Nil, Mirjam se v rákosí ukryla, aby zjistila, co se s košíkem stane. Když Mirjam viděla, že byl košík s bratrem vyzvednut z řeky faraónovou dcerou, vystoupila z rákosí a navrhla faraónově dceři, aby přijala jako kojnou její matku Jókebed. Židovská tradice ztotožňuje Mirjam a Jókebed se dvěma porodními bábami, kterým dříve faraón přikázal, aby ihned po porodu usmrcovaly všechny novorozené chlapce, jež se narodí Hebrejkám. Mirjam je podle této tradice ztotožňována se jménem Púa a Jókebed se jménem Šifra.

## Mirjamina píseň

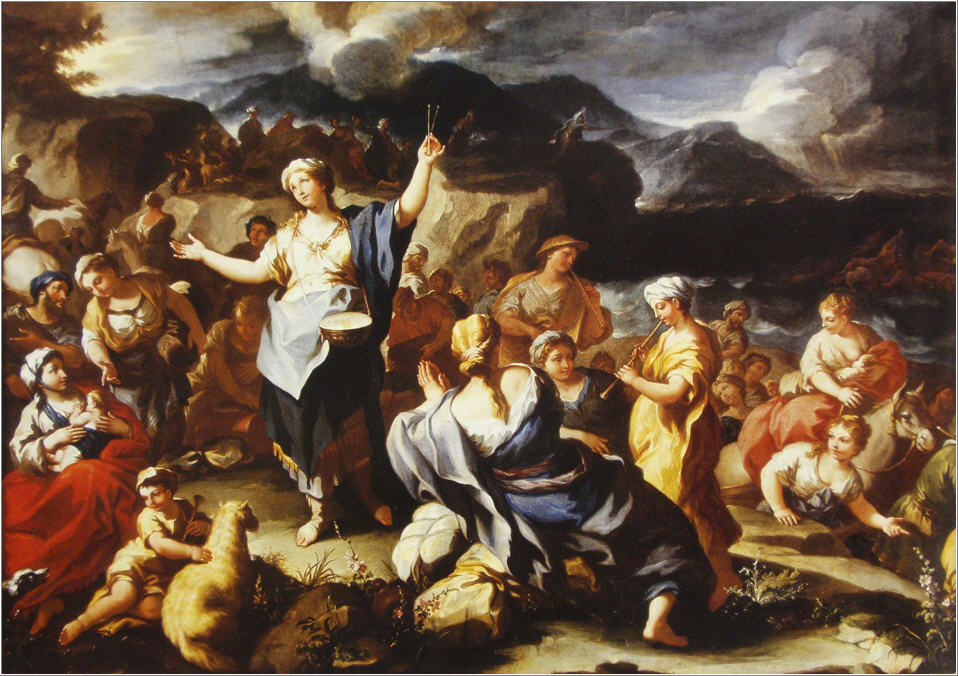
Mirjamina píseň

Mirjam se účastnila průchodu otevřeným mořem. Poté, co Hospodin definitivně osvobodil Izrael od egyptské nadvlády tím, že nad faraonovou armádou uzavřel vody Rákosového moře, zpívá nejprve Mojžíš a poté Mirjam v čele izraelských žen Hospodinu oslavnou píseň. Při této příležitosti je Mirjam Biblí nazvána prorokyní.
| „                     | Áronova sestra, prorokyně Mirjam, tehdy vzala do ruky tamburínu a všechny ženy s tamburínami šly za ní a tančily. | “ |
| — Bible, Exodus 15:20 | |   |

## Řeči proti Mojžíšovi

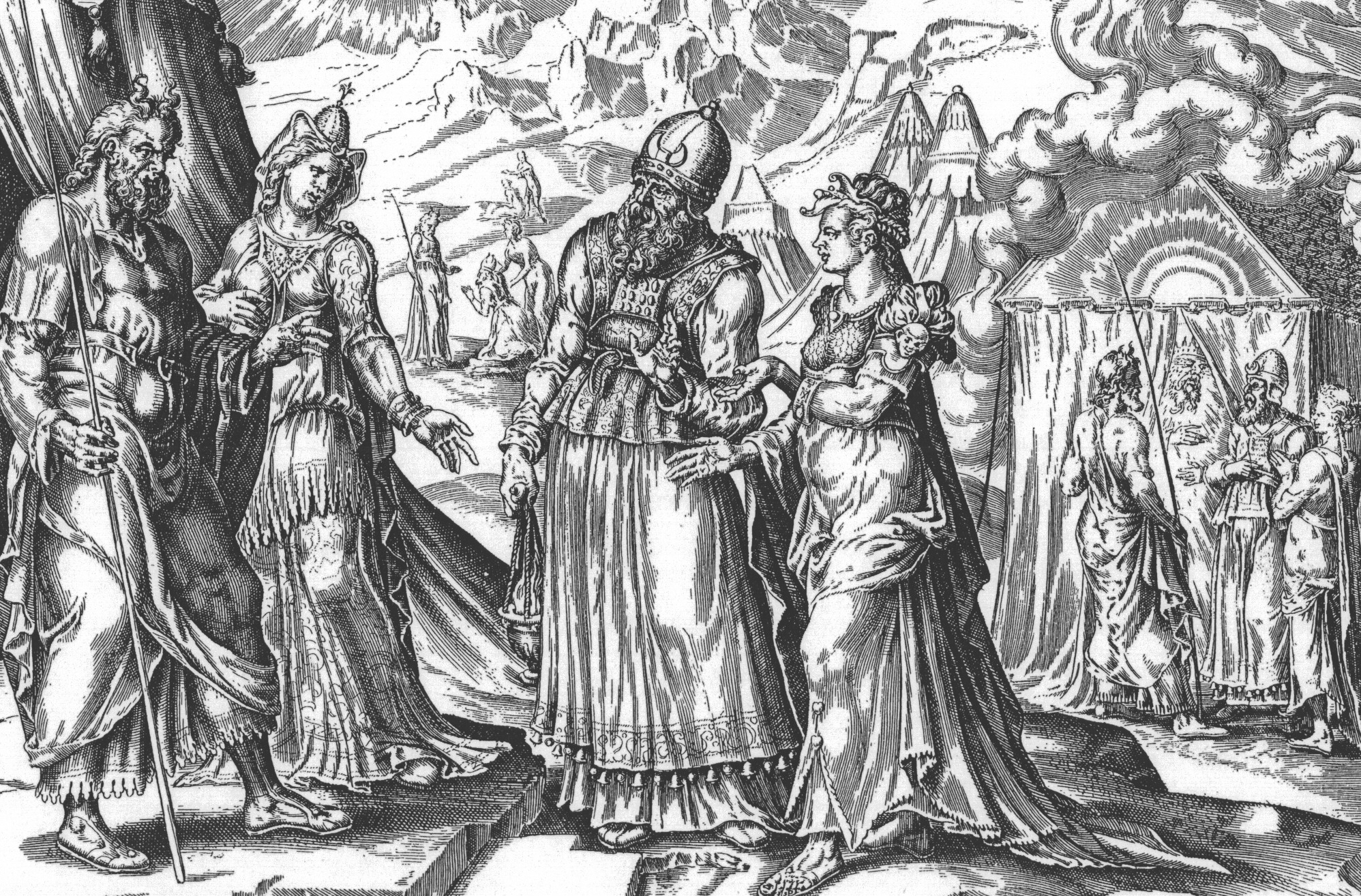
Mirjam a Áron si stěžují na Mojžíše

Poté, co Izrael v poušti prožil událost s křepelkami, spojila se Mirjam s Áronem proti Mojžíšovi. Pomlouvala Mojžíše kvůli kúšské ženě, kterou si vzal. Kromě toho zpochybňovali Mojžíšovu jedinečnost. Připomínali skutečnost, že Hospodin kdysi promluvil i skrze Mirjam a Árona.
Na základě tohoto postoje ji Hospodin zasáhl malomocenstvím. Mojžíš za Mirjam prosil a byl vyslyšen. Po sedmi dnech izolace byla Mirjam znovu očištěna a připojena ke svému lidu. Lid Izraele na její uzdravení čekal a teprve potom vyrazil na další cestu.

### Odkaz pro současnost
Mirjam je Biblí prezentována jako příklad ženy, která byla obdarována Hospodinem. Mirjam však vedlo toto obdarování k povyšování se. Za to byla Hospodinem potrestána a poučena. Hospodin sám jí vysvětlil jak Hospodin vidí rozdíl mezi prorokem a Mojžíšem.
| „                    | …řekl (Hospodin): „Slyšte má slova: Je-li mezi vámi Hospodinův prorok, dám se mu poznat skrze vidění, promluvím k němu skrze sen. S mým služebníkem Mojžíšem je to však jiné, jemu byl svěřen můj celý dům! S ním rozmlouvám tváří v tvář, zřetelně, a ne v hádankách, spatřuje Hospodina tak, jak je! Jak to, že jste se nezalekli pomluvit mého služebníka Mojžíše?“ | “ |
| — Bible, Numeri 12:6 | |   |

## Mirjamin osobní život
Podle židovské tradice se Mirjam stala ženou jednoho význačného člena z kmene Juda, jímž byl podle různých midrašů buď Káleb, Chúr nebo Urí. Vyplývá z toho, že k jejím potomkům patřil Besaleel, zručný řemeslník, jenž měl na starosti stavbu stanu setkávání včetně všeho jeho příslušenství.

## Mirjamina smrt a hrob
Mirjam zemřela na místě, které Bible nazývá Kádeš. Tam byla i pohřbena.